# Lijst van rijksmonumenten in Haarlemmermeer
De gemeente Haarlemmermeer telt 70 inschrijvingen in het rijksmonumentenregister. Hieronder een overzicht.

## Abbenes
De plaats Abbenes telt 5 inschrijvingen in het rijksmonumentenregister.
| Object                                          | Oorspronkelijke functie? | Bouwjaar          | Architect | Locatie           | Coördinaten?                  | Nr.?   | Afbeelding        |
| ----------------------------------------------- | ------------------------ | ----------------- | --------- | ----------------- | ----------------------------- | ------ | ----------------- |
| Vondel's Landleeuw: woonhuis met staartstuk     | Woonhuis                 | 1935              |           | Hoofdweg 1666     | 52° 14' 20" NB, 4° 35' 55" OL | 510057 | Meer afbeeldingen |
| Vondel's Landleeuw: landbouwschuur              | Boerderij                | 1935              |           | Hoofdweg bij 1666 | 52° 14' 20" NB, 4° 35' 55" OL | 510058 | Meer afbeeldingen |
| Vondel's Landleeuw: wagenschuur                 | Boerderij                | 1935              |           | Hoofdweg bij 1666 | 52° 14' 20" NB, 4° 35' 55" OL | 510059 | Meer afbeeldingen |
| Vondel's Landleeuw: toegangshek                 | Erfscheiding             | 1935              |           | Hoofdweg bij 1666 | 52° 14' 21" NB, 4° 35' 56" OL | 510060 | Meer afbeeldingen |
| Langhuisboerderij met zomerhuis "Andreas Hoeve" | Boerderij                | 1864 (gevelsteen) |           | Hoofdweg 1741     | 52° 13' 45" NB, 4° 34' 36" OL | 510064 | Meer afbeeldingen |

## Buitenkaag
De plaats Buitenkaag telt 1 inschrijving in het rijksmonumentenregister.
| Object               | Oorspronkelijke functie? | Bouwjaar | Architect | Locatie      | Coördinaten?                  | Nr.?  | Afbeelding        |
| -------------------- | ------------------------ | -------- | --------- | ------------ | ----------------------------- | ----- | ----------------- |
| Gemaal De Leeghwater | Gemaal                   | 1845     |           | Lisserdijk 5 | 52° 13' 12" NB, 4° 33' 25" OL | 19919 | Meer afbeeldingen |

## Cruquius
De plaats Cruquius telt 1 inschrijving in het rijksmonumentenregister.
| Object             | Oorspronkelijke functie? | Bouwjaar | Architect | Locatie         | Coördinaten?                  | Nr.?  | Afbeelding        |
| ------------------ | ------------------------ | -------- | --------- | --------------- | ----------------------------- | ----- | ----------------- |
| Gemaal De Cruquius | Gemaal                   | 1849     |           | Cruquiusdijk 27 | 52° 20' 17" NB, 4° 38' 17" OL | 19918 | Meer afbeeldingen |

## Haarlemmerliede
De plaats Haarlemmerliede telt 1 inschrijving in het rijksmonumentenregister.
| Object    | Oorspronkelijke functie?  | Bouwjaar | Architect | Locatie     | Coördinaten?                  | Nr.?  | Afbeelding        |
| --------- | ------------------------- | -------- | --------- | ----------- | ----------------------------- | ----- | ----------------- |
| De Slokop | Industrie- en poldermolen | 1877     |           | Lagedijk 13 | 52° 24' 26" NB, 4° 40' 51" OL | 19911 | Meer afbeeldingen |

## Halfweg
De plaats Halfweg telt 6 inschrijvingen in het rijksmonumentenregister.
| Object | Oorspronkelijke functie?  | Bouwjaar                           | Architect      | Locatie                 | Coördinaten?                  | Nr.?   | Afbeelding                                                     |
| --- | ------------------------- | ---------------------------------- | -------------- | ----------------------- | ----------------------------- | ------ | -------------------------------------------------------------- |
| Voormalig gemeenlandshuis van Rijnland | Bestuursgebouw en onderdl | 1645                               | Pieter Post    | Haarlemmerstraatweg 7   | 52° 23' 8" NB, 4° 44' 46" OL  | 19915  | Meer afbeeldingen                                              |
| Stoomgemaal van het Hoogheemraadschap. Gebouwd stoomgemaal ter bemaling van de Haarlemmermeer, later verbeterd en gemoderniseerd. Gebouwen en machines zijn nog geheel intact en bedrijfswaardig | Gemaal                    | 1852 (bouw) 1889, 1923 (verbeterd) |                | Haarlemmermeerstraat 4  | 52° 22' 60" NB, 4° 44' 59" OL | 19916  | Meer afbeeldingen                                              |
| Vrijstaand gemeentehuis | Bestuursgebouw en onderdl | 1905-1906                          | Jacob London   | Haarlemmerstraatweg 51  | 52° 23' 9" NB, 4° 44' 34" OL  | 516029 | Meer afbeeldingen                                              |
| Transformatorstation | Nutsbedrijf               | 1915                               | Han van Loghem | Schoolstraat 18         | 52° 22' 59" NB, 4° 45' 10" OL | 516030 | Meer afbeeldingen                                              |
| IJzeren spoorbrug spoorlijn Amsterdam - Haarlem van de Hollandsche IJzeren Spoorweg-Maatschappij                                                                                                 | Brug                      | 1868                               |                | Bij oostsluis           | 52° 23' 6" NB, 4° 44' 59" OL  | 516033 | Meer afbeeldingen                                              |
| Woningblok met dienstwoningen, voormalig kantoor en werkplaats | Dienstwoning              | 1860                               |                | Haarlemmermeerstraat 15 | 52° 22' 60" NB, 4° 45' 2" OL  | 516027 | Woningblok met dienstwoningen, voormalig kantoor en werkplaats |

## Hoofddorp
De plaats Hoofddorp telt 9 inschrijvingen in het rijksmonumentenregister. Zie Lijst van rijksmonumenten in Hoofddorp voor een overzicht.

## Lijnden
De plaats Lijnden telt 1 inschrijving in het rijksmonumentenregister.
| Object           | Oorspronkelijke functie? | Bouwjaar | Architect | Locatie     | Coördinaten?                  | Nr.?  | Afbeelding        |
| ---------------- | ------------------------ | -------- | --------- | ----------- | ----------------------------- | ----- | ----------------- |
| Gemaal De Lynden | Gemaal                   | 1847     |           | Akerdijk 12 | 52° 21' 12" NB, 4° 45' 40" OL | 19917 | Meer afbeeldingen |

## Nieuw-Vennep
De plaats Nieuw-Vennep telt 2 inschrijvingen in het rijksmonumentenregister.
| Object             | Oorspronkelijke functie? | Bouwjaar | Architect | Locatie       | Coördinaten?                  | Nr.?   | Afbeelding        |
| ------------------ | ------------------------ | -------- | --------- | ------------- | ----------------------------- | ------ | ----------------- |
| Kleine Vennep      | Boerderij                | ca. 1928 |           | Hoofdweg 1041 | 52° 16' 27" NB, 4° 38' 48" OL | 510070 | Kleine Vennep     |
| Margaretha's Hoeve | Boerderij                | 1862     |           | Hoofdweg 1327 | 52° 15' 17" NB, 4° 37' 6" OL  | 510071 | Meer afbeeldingen |

## Spaarndam
De plaats Spaarndam-Oost telt 7 inschrijvingen in het rijksmonumentenregister. Zie lijst van rijksmonumenten in Spaarndam voor een overzicht.

## Spaarnwoude
De plaats Spaarnwoude telt 3 inschrijvingen in het rijksmonumentenregister.
| Object                                             | Oorspronkelijke functie?  | Bouwjaar                                            | Architect | Locatie             | Coördinaten?                  | Nr.?  | Afbeelding        |
| -------------------------------------------------- | ------------------------- | --------------------------------------------------- | --------- | ------------------- | ----------------------------- | ----- | ----------------- |
| De Stompe Toren, thans expositie- en concertruimte | Kerk en kerkonderdeel     | ca. 1200 1764 (ingebruikname) 1880 (buiten gebruik) |           | Kerkweg 26          | 52° 24' 16" NB, 4° 41' 38" OL | 19912 | Meer afbeeldingen |
| Boerderijtje met gepleisterde topgevel             | Boerderij                 | 18e eeuw                                            |           | Kerkweg 30          | 52° 24' 16" NB, 4° 41' 41" OL | 19913 | Meer afbeeldingen |
| Gemeenlandshuis van Rijnland                       | Bestuursgebouw en onderdl |                                                     |           | Spaarndammerdijk 23 | 52° 24' 46" NB, 4° 40' 58" OL | 19914 | Meer afbeeldingen |

## Vijfhuizen
De plaats Vijfhuizen telt 1 inschrijving in het rijksmonumentenregister.
| Object             | Oorspronkelijke functie? | Bouwjaar  | Architect | Locatie         | Coördinaten?                  | Nr.?   | Afbeelding        |
| ------------------ | ------------------------ | --------- | --------- | --------------- | ----------------------------- | ------ | ----------------- |
| Station Vijfhuizen | Transport                | 1911-1912 |           | Spieringweg 510 | 52° 20' 46" NB, 4° 40' 23" OL | 510072 | Meer afbeeldingen |

Aalsmeer ·
Alkmaar ·
Amstelveen ·
Amsterdam ·
Bergen ·
Beverwijk ·
Blaricum ·
Bloemendaal ·
Castricum ·
Den Helder ·
Diemen ·
Dijk en Waard ·
Drechterland ·
Edam-Volendam ·
Enkhuizen ·
Gooise Meren ·
Haarlem ·
Haarlemmermeer ·
Heemskerk ·
Heemstede ·
Heiloo ·
Hilversum ·
Hollands Kroon ·
Hoorn ·
Huizen ·
Koggenland ·
Landsmeer ·
Laren ·
Medemblik ·
Oostzaan ·
Opmeer ·
Ouder-Amstel ·
Purmerend ·
Schagen ·
Stede Broec ·
Texel ·
Uitgeest ·
Uithoorn ·
Velsen ·
Waterland ·
Wijdemeren ·
Wormerland ·
Zaanstad ·
Zandvoort